# Hard Justice 2007
Hard Justice 2007 è stata la terza edizione del pay-per-view prodotto dalla federazione Total Nonstop Action Wrestling (TNA). L'evento ha avuto luogo il 12 agosto 2007 presso l'Impact Zone di Orlando in Florida.

## Risultati
| # | Match | Stipulazioni | Durata |
| - | --- | --- | ------ |
| 1 | Jay Lethal e Sonjay Dutt hanno sconfitto Chris Sabin e Alex Shelley e Triple X (Christopher Daniels e Senshi) (con Elix Skipper)   | Triple threat tag team match | 15:50  |
| 2 | Kazarian ha sconfitto Raven (con Havok e Martyr)                                                                                   | Single match | 05:41  |
| 3 | James Storm (con Jackie Moore) ha sconfitto Rhino                                                                                  | Single match | 13:15  |
| 4 | The Latin American Xchange (Homicide e Hernandez) hanno sconfitto The Voodoo Kin Mafia (B.G. James e Kip James) (con Roxy Laveaux) | Tag team match | 05:50  |
| 5 | Robert Roode (con Ms. Brooks) ha sconfitto Eric Young                                                                              | Single match | 09:31  |
| 6 | Chris Harris ha sconfitto Black Reign per squalifica                                                                               | Single match | 04:50  |
| 7 | The Steiner Brothers (Rick e Scott Steiner) ha sconfitto Team 3D (Brother Ray e Brother Devon)                                     | Tag team match | 11:00  |
| 8 | Abyss, Andrew Martin e Sting hanno sconfitto Christian's Coalition (Christian Cage, AJ Styles e Tomko)                             | Barbed wire steel cage match | 10:51  |
| 9 | Kurt Angle (c) ha sconfitto Samoa Joe (c)                                                                                          | Winner Takes All match dove Angle deteneva i titoli TNA World Heavyweight Championship e IWGP Heavyweight Championship mentre Joe deteneva i titoli TNA X Division Championship e TNA World Tag Team Championship | 18:34  |
|   | | (c) = campione in carica al momento dell'inizio del match |        |